# Голубев, Сергей Викторович
Сергей Викторович Голубев (род. 28 января 1978, Череповец, Вологодская область) — российский бобслеист, член олимпийской национальной сборной на Олимпийских играх 2002 и 2006 годов, тренер женской сборной России по общей физической подготовке и старту. Заслуженный мастер спорта России.

## Биография
Родился в городе Череповце Вологодской области в семье военного. В 1993 году переехал вместе с родителями в посёлок Ватутинки Московской области. Там же начал заниматься спортом. В течение семи лет занимался бегом на короткие дистанции в московской СДЮСШОР № 31 «Черемушки» (тренер Игорь Петрович Уралов), занимал призовые места на юниорских, юношеских и молодёжных чемпионатах России по лёгкой атлетике. Имеет звание мастера спорта по лёгкой атлетике.
В 2000 году получил предложение от президента Федерации бобслея России Валерия Дмитриевича Лейчанко о переходе в новый вид спорта. Приняв это предложение, Сергей в мае того же года вместе с Александром Зубковым, Алексеем Селивёрстовым и Дмитрием Стёпушкиным вошёл в состав экипажа «четвёрки» национальной сборной и начал выступление на международных соревнованиях.
Окончил Российскую государственную академию физической культуры. С 2011 года Сергей Викторович работает тренером женской сборной России по физической подготовке и старту.
Женат, воспитывает сына.

## Спортивные достижения
- чемпион Европы (2004 — в четвёрке)
- серебряный призёр чемпионата мира (2005 — в четвёрке)
- бронзовый призёр чемпионата мира (2003 — в четвёрке)
- двукратный серебряный призёр по боб-стартам (2001, 2003 — в четвёрке)
- бронзовый призёр чемпионата мира по боб-стартам (2003 — в двойке)
- двукратный обладатель Кубков мира (2005, 2006 — в четвёрке)
- серебряный призёр юниорского чемпионата мира (2001)
- трёхкратный чемпион России (2002, 2004, 2005 — в четвёрке)
- серебряный призёр чемпионата России (2005 — в двойке)
- двукратный бронзовый призёр чемпионатов России (2001, 2004 — в двойке)
- трёхкратный чемпион России по боб-стартам (2000, 2003, 2004 — в четвёрке)
- пятикратный серебряный призёр чемпионатов России по боб-стартам (2000, 2002, 2003, 2004 — в двойке; 2001, 2002 — в четвёрке)
- участник Олимпийских Игр 2002 и 2006